# Commande LQ
En automatique, la commande linéaire quadratique, dite commande LQ, est une méthode qui permet de calculer la matrice de gains d'une commande par retour d'état. L'initiateur de cette approche est Rudolf Kalman, auteur de trois articles fondamentaux entre 1960 et 1964,,. Les résultats de Kalman ont été complétés par de nombreux auteurs,,,,,,,,.
Nous ne traiterons ici que de la commande linéaire quadratique à horizon infini dans le cas d'un système linéaire stationnaire (ou « invariant »), renvoyant à l'article Commande optimale pour le cas d'un horizon fini et d'un système linéaire dont les matrices varient en fonction du temps. 
L'idée consiste à minimiser un critère de performance {\displaystyle J(u)}, quadratique en l'état x et la commande u, et qui est une somme pondérée de l'énergie de x et de celle de u. Le but de la commande consiste, à la suite d'une perturbation, à ramener, de préférence aussi rapidement que possible, l'état à sa valeur d'équilibre 0, compte tenu des contraintes liées à un cahier des charges. Si, dans {\displaystyle J(u)}, on privilégie l'énergie de x, c'est celle-ci qui va être essentiellement minimisée, au détriment de l'énergie de la commande, qui pourra donc être très grande: c'est l'adage « qui veut la fin veut les moyens »; dans ce cas la commande sera très nerveuse (à grands gains). Si au contraire on privilégie dans {\displaystyle J(u)} l'énergie de u, on met l'accent sur l'économie des moyens; on obtiendra donc une commande de faible énergie, molle, pour laquelle la dynamique de la boucle fermée sera lente. Le rôle du concepteur consiste à choisir habilement les matrices de pondérations qui interviennent dans le critère, de manière à obtenir in fine, après un certain nombre d'essais-erreurs, le comportement souhaité du système en boucle fermée. Notons que, quelle que soit la méthode employée pour la conception d'un régulateur, des essais-erreurs sont inévitables. Dans le cas de la commande linéaire quadratique, avec un minimum d'expérience, les essais-erreurs convergent très rapidement. La commande linéaire quadratique, comparée à la méthode de placement de pôles, est très précieuse dans le cas d'un système ayant plusieurs entrées, car il n y a pas alors de solution unique au problème de placement de pôles : pour les mêmes pôles en boucle fermée, certaines lois de commandes peuvent être très robustes, et d'autres pas du tout. La commande linéaire quadratique possède quant à elle, intrinsèquement, de très bonnes propriétés de robustesse,,.

## Théorie de la commande linéaire quadratique

### Cas d'un critère quadratique classique
On considère le système linéaire stationnaire ayant pour équation d'état
{\displaystyle {\dot {x}}=Ax+Bu}
où {\displaystyle x(t)\in \mathbb {R} ^{n}} est l'état, {\displaystyle u(t)\in \mathbb {R} ^{m}} est la commande, et A et B sont des matrices constantes appartenant à {\displaystyle \mathbb {R} ^{n\times n}} et {\displaystyle \mathbb {R} ^{n\times m}} respectivement. Considérons d'autre part le critère
{\displaystyle J(u)=\int _{0}^{+\infty }\left(x^{T}(t)Qx(t)+u^{T}(t)Ru(t)\right)\,\mathrm {d} t}
où {\displaystyle Q\ \in \mathbb {R} ^{n\times n}} et {\displaystyle R\ \in \mathbb {R} ^{m\times m}} sont des matrices symétriques réelles, semi-définie positive et définie positive respectivement.

### Généralisation
Il peut être utile de considérer un critère un peu plus général, de la forme
{\displaystyle J(u)=\int _{0}^{+\infty }\mathrm {e} ^{2\alpha t}\left(x^{T}\left(t\right)Qx(t)+u^{T}(t)Ru(t)\right)\,\mathrm {d} t}
où {\displaystyle \alpha \geq 0}. On se ramène au cas précédent en posant  {\displaystyle x_{\alpha }(t)=\mathrm {e} ^{\alpha t}x(t)}, {\displaystyle u_{\alpha }(t)=\mathrm {e} ^{\alpha t}u(t)}. L'équation d'état devient
{\displaystyle {\dot {x}}_{\alpha }=A_{\alpha }x_{\alpha }+Bu_{\alpha }}
où {\displaystyle A_{\alpha }=A+\alpha I_{n}}.

### Existence d'une commande optimale stabilisante
Notons d'abord que si une commande optimale existe, elle est unique, car l'intégrande du critère est strictement convexe en u.
Considérons la matrice hamiltonienne de dimension {\displaystyle 2n\times 2n}
{\displaystyle H=\left[{\begin{array}{cc}A_{\alpha }&-BR^{-1}B^{T}\\-Q&-A_{\alpha }^{T}\end{array}}\right]}
et la condition 
(a): H n'a pas de valeur propre imaginaire.
On montre facilement que si {\displaystyle \lambda } est une valeur propre de H, {\displaystyle -\lambda } l'est aussi. Par conséquent, si la condition (a) est satisfaite, il existe une matrice de changement de base {\displaystyle N=\left[{\begin{array}{cc}N_{1}&N_{2}\end{array}}\right]} telle que {\displaystyle N^{-1}HN} soit sous  forme de Jordan, les n premiers (resp. derniers) blocs étant associés à des valeurs propres {\displaystyle \lambda _{i}} telles que {\displaystyle \Re \left(\lambda _{i}\right)<0} (resp. {\displaystyle \Re \left(\lambda _{i}\right)>0}). Soit alors
{\displaystyle N_{1}=\left[{\begin{array}{ccc}\nu _{1}&\ldots &\nu _{n}\end{array}}\right]}, {\displaystyle \nu _{i}=\left[{\begin{array}{c}\xi _{i}\\\eta _{i}\end{array}}\right]} {\displaystyle \left(1\leq i\leq n\right)}, {\displaystyle \eta =\left[{\begin{array}{ccc}\eta _{1}&\ldots &\eta _{n}\end{array}}\right]}, {\displaystyle \xi =\left[{\begin{array}{ccc}\xi _{1}&\ldots &\xi _{n}\end{array}}\right]}.
Si la matrice {\displaystyle \xi } est inversible, {\displaystyle P_{\infty }=\eta \xi ^{-1}} est une solution de l'« équation algébrique de Riccati »,
{\displaystyle A_{\alpha }^{T}P+PA_{\alpha }-PBR^{-1}B^{T}P+Q=0}.
Soit les conditions 
(b): La paire {\displaystyle \left(A_{\alpha },B\right)} est stabilisable.
(c): La matrice {\displaystyle \xi } est inversible, {\displaystyle P_{\infty }} est une solution symétrique réelle semi-définie positive de l'équation algébrique de Riccati ci-dessus, la matrice {\displaystyle A_{\alpha }-BK} (avec {\displaystyle K=R^{-1}B^{T}{\bar {P}}}) a toutes ses valeurs propres dans le demi-plan gauche ouvert, et la commande en boucle fermée {\displaystyle {\hat {u}}=-Kx}, {\displaystyle K=R^{-1}B^{T}{\bar {P}}}, est la commande optimale.
On a le résultat suivant,,,:
Solution à l'équation algébrique de Riccati et pôles du système bouclé — 
On a l'équivalence {\displaystyle \left(a\right)\&\left(b\right)\Leftrightarrow \left(c\right)}. 
D'autre part, en supposant la condition (b) satisfaite, une condition suffisante pour que la condition (a) soit satisfaite est
(d): la paire {\displaystyle \left(C,A_{\alpha }\right)} est détectable
où la matrice C est telle que {\displaystyle Q=C^{T}C}.
De plus, {\displaystyle \left(b\right)\&\left(d\right)} est une condition nécessaire et suffisante pour que la matrice {\displaystyle P_{\infty }} de (c) soit l'unique solution symétrique réelle semi-définie positive de l'équation algébrique de Riccati considérée.
Si les conditions (a) et (b) sont satisfaites, 
(1) la matrice {\displaystyle P_{\infty }} est définie positive si, et seulement si {\displaystyle \left(C,A_{\alpha }\right)} est observable; 
(2) en désignant par {\displaystyle \lambda _{1},...,\lambda _{q}} ({\displaystyle q\leq n}) les valeurs propres distinctes de H dont la partie réelle est négative, les valeurs propres distinctes de {\displaystyle A_{\alpha }-BK} sont {\displaystyle \lambda _{1},...,\lambda _{q}}, et par conséquent les valeurs propres distinctes de {\displaystyle A-BK} (i.e. les pôles du système bouclé) sont {\displaystyle \lambda _{1}-\alpha ,...,\lambda _{q}-\alpha }.
On notera que, du point de vue numérique, il est préférable, pour résoudre l'équation algébrique de Riccati, d'utiliser la forme de Schur de H plutôt que sa forme de Jordan.

### Égalité de Kalman et conséquences
Dans tout ce qui suit on suppose les conditions (a) et (b) satisfaites. Le nombre de composantes du vecteur d'état (resp. de commande) est n (resp. m).
Soit {\displaystyle L(s)=K\left(sI_{n}-A\right)^{-1}B} la matrice de transfert de la boucle ouverte, quand l'ouverture a lieu à l'entrée du système. Soit également, pour simplifier les écritures, 
{\displaystyle L_{\alpha }(s)=L\left(s-\alpha \right)}, {\displaystyle \Phi _{\alpha }(s)=\left(sI_{n}-A_{\alpha }\right)^{-1}}, et {\displaystyle \left(.\right)^{\sim }(s)=\left(.\right)^{T}\left(-s\right)}. Kalman a montré l'égalité suivante:
{\displaystyle \left[I_{m}+L_{\alpha }(s)\right]^{\sim }R\left[I_{m}+L_{\alpha }(s)\right]=R+B^{T}\Phi _{\alpha }^{\sim }(s)Q\Phi _{\alpha }(s)B}.
En remplaçant s par {\displaystyle i\omega } on en conclut que pour tout {\displaystyle \omega }
{\displaystyle {\bar {\sigma }}\left({\sqrt {R}}S_{i}\left(i\omega -\alpha \right){\sqrt {R^{-1}}}\right)\leq 1}
où {\displaystyle {\bar {\sigma }}} désigne la plus grande valeur singulière, {\displaystyle S_{i}\left(s\right)} est la « matrice de sensibilité » en entrée du système, à savoir {\displaystyle S_{i}=\left(I_{m}+L\right)^{-1}}, et {\displaystyle {\sqrt {\left(.\right)}}} désigne la racine carrée symétrique de la matrice symétrique réelle (semi-)définie positive {\displaystyle \left(.\right)}. En utilisant la « norme Hinfini » on en déduit par le principe du module maximum que
{\displaystyle \left\Vert {\sqrt {R}}S_{i}{\sqrt {R^{-1}}}\right\Vert _{\infty }=1}
d'où encore
{\displaystyle \left\Vert S_{i}\right\Vert _{\infty }\leq {\sqrt {\frac {\lambda _{\max }\left(R\right)}{\lambda _{\min }\left(R\right)}}}}
où {\displaystyle \lambda _{\min }\left(.\right)} (resp. {\displaystyle \lambda _{\max }\left(.\right)}) désigne la plus petite (resp. la plus grande) valeur propre de {\displaystyle \left(.\right)}. La quantité {\displaystyle {\frac {1}{\left\Vert S_{i}\right\Vert _{\infty }}}} est la marge de module (en entrée du système) et est notée {\displaystyle Mm_{i}}. On a donc obtenu
{\displaystyle Mm_{i}\geq {\sqrt {\frac {\lambda _{\min }\left(R\right)}{\lambda _{\max }\left(R\right)}}}}.
Dans le cas {\displaystyle m=1} (une seule entrée), la marge de module s'interprète géométriquement comme étant la distance entre le lieu de Nyquist de la fonction de transfert de la boucle ouverte et le point critique -1. Par un raisonnement géométrique élémentaire, on en déduit que, pour un système bouclé ayant une marge de module {\displaystyle Mm_{i}}, la marge de gain inclut l'intervalle {\displaystyle \left]{\frac {1}{1+Mm_{i}}},{\frac {1}{1-Mm_{i}}}\right[} et que la marge de phase est d'au moins {\displaystyle 2\arcsin \left({\frac {Mm_{i}}{2}}\right)} rad. Le minorant donné ci-dessus pour {\displaystyle Mm_{i}} dans le cas de la commande LQ (avec {\displaystyle m=1}) est égal à 1, d'où on déduit que la commande LQ monovariable produit une marge de gain d'au moins {\displaystyle \left]{\frac {1}{2}},+\infty \right[} et une marge de phase d'au moins 60°.
Dans le cas {\displaystyle m>1}, l'interprétation géométrique ci-dessus n'est plus valide; en revanche, on peut encore donner un sens à la marge de gain et à la marge de phase, dont un minorant fonction de la marge de module est encore donné par les relations ci-dessus. En particulier, si R est une « matrice scalaire » (i.e. {\displaystyle R=rI_{m}}, où r est un réel strictement positif), la marge de gain est de nouveau d'au moins {\displaystyle \left]{\frac {1}{2}},+\infty \right[} et la marge de phase d'au moins 60°. Ces propriétés de robustesse font l'un des intérêts majeurs de la commande linéaire quadratique.

## Mise en œuvre
Le concepteur d'une commande linéaire quadratique doit choisir de manière habile les paramètres de synthèse {\displaystyle \alpha }, Q et R. Tout d'abord, le concepteur aura soin de raisonner sur des variables réduites, sans unité, qu'il s'agisse des composantes de l'état x, de la commande u, ou même de la variable temporelle t.

### Méthode alpha
Une fois la réduction ci-dessus réalisée, la méthode la plus simple consiste à prendre {\displaystyle Q=0}, {\displaystyle R=I_{m}}, et à prendre pour {\displaystyle \alpha } un réel strictement positif qui ne soit la partie réelle d'aucune des valeurs propres de {\displaystyle -A}. En effet, la matrice hamiltonienne s'écrit alors
{\displaystyle H=\left[{\begin{array}{cc}A_{\alpha }&-BB^{T}\\0&-A_{\alpha }^{T}\end{array}}\right]}
et elle n'a pas de valeurs propres imaginaires si, et seulement si {\displaystyle A_{\alpha }} n'a pas de valeurs propres imaginaires. Soit alors {\displaystyle \pi _{1},...,\pi _{q}} les valeurs propres distinctes de A (c'est-à-dire les pôles du système en boucle ouverte). Alors les pôles du système en boucle fermée sont {\displaystyle {\check {\lambda }}_{1},...,{\check {\lambda }}_{q}} où
{\displaystyle {\check {\lambda }}_{i}=\left\{{\begin{array}{c}\pi _{i}{\text{ si }}\Re \left(\pi _{i}\right)<-\alpha ,\\-\pi _{i}-2\alpha {\text{ si }}\Re \left(\pi _{i}\right)>-\alpha .\end{array}}\right.}
On peut donc adopter une démarche assez analogue au placement de pôles (avec, toutefois, la différence que les pôles du système bouclé ne sont pas arbitrairement placés), en ajustant, par quelques essais-erreurs, la valeur du paramètre {\displaystyle \alpha } de manière que le comportement du système bouclé soit conforme au cahier des charges.

### Méthode LQ traditionnelle
Si, par la méthode précédente, on ne peut pas aboutir à un résultat satisfaisant, on prendra {\displaystyle \alpha =0} et on choisira
{\displaystyle Q=\mathrm {diag} \left(q_{1},...,q_{n}\right),\ R=\mathrm {diag} \left(r_{1},...,r_{m}\right)}
où les {\displaystyle q_{i}} et {\displaystyle r_{i}} sont des réels strictement positifs. Plus la pondération {\displaystyle q_{i}} (resp. {\displaystyle r_{i}}) sera grande, plus on contraindra la variable {\displaystyle x_{i}} (resp. {\displaystyle u_{i}}) à ne prendre que des petites valeurs dans le régime transitoire. Il est à noter que si l'on multiplie Q et R par le même réel {\displaystyle \eta >0}, le critère est multiplié par {\displaystyle \eta } et la commande optimale est donc inchangée (en effet, {\displaystyle J(u)} est minimal si, et seulement si {\displaystyle \eta J(u)} est minimal). Il faut tenir compte de ce phénomène pour ne pas « tourner en rond » dans le processus de choix des pondérations.

### Augmentations d'état
Comme pour toute commande par retour d'état, le concepteur aura pris soin, dès le début, de faire les augmentations d'état nécessaires si le problème à résoudre est un problème d’asservissement (et non pas seulement de stabilisation ou d'amortissement de pôles oscillants),.